# Ehrenliga Saarland
Ehrenliga Saarland – dawna najwyższa klasa rozgrywek ligowych w piłkę nożną w Protektoracie Saary. Rozgrywana była od 1948 do 1951. W lidze zależnie od sezonu występowało od 12 do 14 zespołów.

## Historia
26 lipca 1945 na mocy decyzji Europejskiej Komisji Doradczej Kraj Saary stał się częścią francuskiej strefy okupacyjnej. Otworzono w ten sposób Protektorat Saary. Francja czyniła wysiłki, aby ta część Niemiec została wcielona do jej terytorium. Z tego powodu Saara brała odrębny udział w Igrzyskach Olimpijskich w 1952 roku i eliminacjach Mistrzostwach Świata w 1954 roku, a ponadto założono w tym kraju oddzielną od niemieckiej ligę, nazwaną Ehrenliga Saarland.
Dopóki jednak sytuacja Saary nie była jednoznacznie wyjaśniona, założono oddzielny związek piłkarski, który stał się członkiem FIFA.
10 lipca 1949 roku ponownie utworzono Niemiecki Związek Piłki Nożnej (DFB). Latem 1951 Ehrenliga Saarland została zlikwidowana, a Związek Piłki Nożnej Saarlandu dołączył do DFB.

## Mistrzowie i pozostali medaliści
| Sezon              | K | K | T | Mistrz                   | Wicemistrz             | III miejsce          | Br. | Król strzelców | Uwagi     |
| Ehrenliga Saarland |   |   |   |                          |                        |                      |     |                |           |
| 1948/1949          |   |   | 1 | VfB Neunkirchen          | SV Saar 05 Saarbrücken | FC Ensdorf           | ?   | ?              | 14 klubów |
| 1949/1950          |   |   | 1 | Sportfreunde Saarbrücken | VfB Neunkirchen        | 1. FC Saarbrücken II | ?   | ?              | 12 klubów |
| 1950/1951          |   |   | 1 | 1. FC Saarbrücken II     | SV Merchweiler         | SV Sankt Ingbert     | ?   | ?              | 14 klubów |

## Statystyka
| Lp. | Klub                     | Miejsca na podium | Miejsca na podium | Miejsca na podium | Zwycięskie sezony |   |   |           |
| --- | ------------------------ | ----------------- | ----------------- | ----------------- | ----------------- | - | - | --------- |
| Lp. | Klub                     | 1.                | VfB Neunkirchen   | 1                 | Zwycięskie sezony | 1 | 0 | 1948/1949 |
| 2.  | 1. FC Saarbrücken II     | 1                 | 0                 | 1                 | 1950/1951         |   |   |           |
| 3.  | Sportfreunde Saarbrücken | 1                 | 0                 | 0                 | 1949/1950         |   |   |           |
| 4.  | SV Saar 05 Saarbrücken   | 0                 | 1                 | 0                 |                   |   |   |           |
| 4.  | SV Merchweiler           | 0                 | 1                 | 0                 |                   |   |   |           |
| 6.  | FC Ensdorf               | 0                 | 0                 | 1                 |                   |   |   |           |
| 6.  | SV Sankt Ingbert         | 0                 | 0                 | 1                 |                   |   |   |           |